# Toufelaazt
Toufelaazt (franska: Toufelaazt (CR), Toufelaazt (Commune Rurale), arabiska: تيسفان) är en kommun i Marocko.   Den ligger i provinsen Taroudannt och regionen Souss-Massa, i den centrala delen av landet, 500 km söder om huvudstaden Rabat. Antalet invånare är 2 172.